# Kiszel Tünde
Kiszel Tünde (Budapest, 1959. november 24. –) magyar médiaszemélyiség, műsorvezető, újságíró, producer és fotómodell.

## Élete

### Családja
Édesapja Kiszel János szülész-nőgyógyász, gyermekorvos, nemzetközileg elismert tudós, híres orvosprofesszor, a Német Tudományos Akadémia tiszteletbeli tagja volt. Édesanyja pedagógus, a nővére Kiszel Csilla fül-orr-gégész, adjunktus, audiológus.
Lukács László operaénekestől született lánya, Hunyadi Donatella.

### Pályafutása
A budapesti Vörösmarty Mihály Gimnáziumban érettségizett. 1993 óta tagja a MÚOSZ-nak. Pályája elején fotómodell volt, képei magazinok címlapján, kártyanaptárakon, képeslapokon, posztereken jelentek meg. 1990-ben szerepelt a német RTL plus Tutti-Frutti című műsorában. Itthon több játék- és reklámfilmben is szerepelt, színházakban is fellépett. A Pesti Színházban Lukács Sándorral, a Ruttkai Éva Színházban Esztergályos Cecíliával együtt játszott, és láthatták a nézők a Thália Színházban, a Körszínházban, a Karinthy Színházban és a Jurta Színházban is.
Újságírói pályafutása az 1990-es évek elején kezdődött. Az egyik népszerű magazin felkérte, hogy készítsen az újság számára riportokat híres emberekkel. Ezt követően több országos lapban jelentek meg cikkei. Rendszeresen publikált a Kiskegyed, a Reform, a Vasárnapi Hírek, a Népszava, az Esti Hírlap, az Aktuell, az Őnagysága, az Ármány és szerelem, valamint a Képes Európa lapoknak. Jelenleg a Sikeres Nők főmunkatársa. Olyan neves művészekkel, sportolókkal, politikusokkal, híres és érdekes személyiségekkel készített exkluzív interjúkat, mint Sylvester Stallone, Luciano Pavarotti, Plácido Domingo, José Carreras, José Cura, Richard Clayderman, Tony Curtis és Demis Roussos.
A televíziónál 1992-től dolgozik, eleinte szerkesztő-riporter volt több csatornánál. Az MTV1-en láthatták a nézők a Halló Vasárnap! című műsorban sztárriportjait. Munkája során gyakorlatot szerzett a televíziós műhelymunkában, a szerkesztésben, a vágásban és a műsorvezetésben egyaránt.
Havas Henrik egyik műsorában ismert politikusok, színművészek voltak riportalanyai. Állandó rovattal rendelkezett a Szív Tv-ben Híres Személyiségek Titkai címmel, interjúit a Metropol TV is bemutatta.
1995 nyarától a Budapest Európa Televíziónak a szerkesztő-műsorvezetője. Több mint 15 éven keresztül volt szerkesztője és műsorvezetője a Karosszék című zenés, kulturális magazinműsornak, mely minden vasárnap este 6 órától 11 óráig került adásba. A Töltse velünk az éjszakát! című élő adást három éven keresztül szerkesztette, és vezette. Vendégei között több híres közéleti személyiség, Kossuth-díjas művészek és kiváló sportolók is voltak. Tudósításainak tárgyai túlnyomórészt kulturális események, színházi premierek, fesztiválok, gálakoncertek, jótékonysági rendezvények voltak. Népszerű humoristákkal beszélgetett a Humoróra című élő adásban, magyar nóta- és népdalénekeseket mutatott be az Elhúzzuk a nótáját című műsorban. 2000-ben közel egy éven keresztül futott a Gyermekkalauz, majd két évig volt szerkesztője és vezetője a Mi muzsikus lelkek című műsornak. Ez utóbbiban a hazai operaszínpadok legnagyobb tehetségei szerepeltek. Szintén ismert és népszerű művészek bukkantak fel Hogy van című műsorában.
Öt évig heti rendszerességgel volt látható a Sztárbaba című műsora, amelyben neves művészek fordultak meg gyermekeikkel, tárgya a család, gyermeknevelés és szeretet volt. Sikeres műsora volt a Sztárok allűrök nélkül is, mely hetente került képernyőre.
A Budapest TV-n tíz alkalommal vezette a karácsonyi műsort, amely szenteste élő adással jelentkezett, és több alkalommal is volt a szilveszteri műsor házigazdája.
Saját maga szerkeszti, vezeti műsorait, melyeket önmaga finanszíroz, emellett producerként is dolgozik. Gyakorta felkérik jótékonysági rendezvények, gálaestek konferálására, festő- és képzőművészek kiállításainak megnyitására, Második évtizede szépségversenyeken is zsűrizik.
Hosszú évek óta állandó szereplője a „nagy” csatornák (RTL Klub, TV2, MTV, FEM3 stb.) legnépszerűbb és legnézettebb show-műsorainak. Szerepelt a TV2 nagy sikerű Big Brother VIP műsorában. Meghívást kapott – immár öt alkalommal – a Fábry-showba, a Szulák Andrea-showba, a Balázs-showba, a Mónika-showba, a Mokkába, az Aktívba, a Reggelibe, a Fókuszba, a Reflektor sztármagazinba, a Vásott Kölykökbe, a Receptklubba, a Hal a tortánba, a Rettegés foka – Argentínába. Vendégül látták az MTV Elsőkézből, a Nagy vita, a NéwshowR című műsoraiban, valamint a TV2 Esti Frizbi műsorában.
Szerepelt a Holnap történt – A nagy bulvárfilm című alkotásban, amelyet Gerencsér Tamás rendezett.
2015 nyarán egy tinisztár, Szabyest videóklipjében is szerepet kapott.

## Filmográfia
- Falfúró (1986)
- Könnyű vér (1990) Nő a mosdóban
- Indián tél (1993)
- Esti Showder (2005–2007)
- Szeszélyes (2007)
- Holnap történt – A nagy bulvárfilm (2009)

## Színházi szerepei
A Színházi adattárban regisztrált bemutatóinak száma: 7.
| Darab                                            | Szerep                    | Színház             | Bemutató             | Forrás |
| ------------------------------------------------ | ------------------------- | ------------------- | -------------------- | ------ |
| A hölgy fecseg és nyomoz                         | dáma                      | Ruttkai Éva Színház | 2000. február 5.     | [ 6 ]  |
| Egy tenyér, ha csattan                           | N/A                       | Rock Színház        | 1989. május 17.      | [ 7 ]  |
| Sztriptízbár a Cityben                           | N/A                       | Karinthy Színház    | 1991. május 24.      | [ 8 ]  |
| A papagáj meséi a hűtlen és hűséges asszonyokról | N/A                       | Thália Színház      | 1987. szeptember 29. | [ 9 ]  |
| A papagáj meséi a hűtlen és hűséges asszonyokról | N/A                       | Körszínház          | 1987. július 3.      | [ 10 ] |
| Átkozottak                                       | leány, Erzsébet udvarában | Jurta Színház       | 1987. június 6.      | [ 11 ] |
| Átkozottak                                       | Lékai lány                | Jurta Színház       | 1987. június 10.     | [ 12 ] |